# Daviskvadrant
Daviskvadrant eller Engelsk kvadrant, Back-staff var et nautisk astronomisk instrument af hårdt træ til måling af Solens højde over kimingen, opfundet ca. 1594 af den engelske navigatør og opdagelsesrejsende John Davis. Daviskvadranten var populær længe efter opfindelsen af spejlinstrumenterne i midten af 1700-tallet. 

## Historien
I 1500-tallet blev Jakobsstaven anvendt som måleinstrument i forhold til navigation, måling af solhøjde med videre. Den var meget svingende i forhold til dens nøjagtighed og havde desuden den ulempe, at man skulle stirre direkte ind i solen for at anvende den. Derfor udviklede den engelske opdagelsesrejsende John Davis instrumentet i 1594, således man kunne stå med ryggen til solen. Han beskrev instrumentet i sin bog ”Seaman’s Secrets” fra 1594. Dog var det først efter Davis død i 1605, at instrumentet fik dets nuværende udseende med de to buer. 
Daviskvadranten var i både 1600-tallet og 1700-tallet det dominerende vinkelmålingsinstrument – særligt i England.
I Danmark blev jakobsstaven stadig flittigt anvendt, indtil den samt daviskvadranten blev udkonkurreret af oktanten og sekstanten sidst i 1700-tallet.
Da man brugte daviskvadranten med ryggen mod Solen og kunne måle vinklen til solen via skyggen på instrumentets endestykke, som var angivet fra 0-60 grader, kunne man ikke bruge den om natten. Instrumentets to buer optimerede til gengæld præcisionen af målingerne i forhold til tidligere anvendte instrumenter.

## Anvendelse og brug
Daviskvadrant blev anvendt som et navigationsinstrument, som udelukkende blev brugt til at måle solhøjden eller komplementvinkel (solens zenitdistance). Når solen står i zenit, befinder den sig midt på himlen, lodret over iagttageren. Man målte altså afstanden/vinklen mellem solens aktuelle placering og zenit punktet. 
Selve anvendelsen af instrumentet foregår på følgende måde: 
1. På den lille bue anbringes skyggekrydset i en position således gradtallet er et helt tal. Dog skal dette angivne gradtal være mindre end det antal grader man vurderer zenitdistancen til at være.
2. Der er et lille hul i sigtekrydset, hvorigennem man sigter igennem på sprækken i horisontkrydset. Imens drejes instrumentet således at horisonten kan ses gennem denne sprække.
3. Sigtekrydsets position på den store bue justeres indtil man gennem sigtekrydsets hul kan se skyggekrydsets skygge på horisontkrydset, således den øverste del af skyggen flugter med horisonten set gennem sprækken.
4. Tilslut aflæses vinklen på hver bue, således man tilslut har to vinkler: a og b. Disse to gradtal adderes, hvorved zenitdistancen beregnes.[3]

## Udvikling
Den første udgave af Daviskvadrant havde kun en bue oven på en stav med vinkel inddeling. Staven holdes op så den er vandret og buen indstilles så dens skygge går til enden af staven, solens vinkel kan nu aflæses på staven. Denne kvadrant kunne kun måle en vinkel på 45o.
I en senere version af Daviskvadranten er buen på toppen erstattet med et skyggekryds, og en 30 grader bue er placeret under staven. Skyggekrydset justeres ligeledes så skyggen falder på enden og en slidse justeres på buen så den er lige med horisonten, de 2 vinkler lægges sammen for at få vinklen til solen.
Det instrument vi i dag kender som daviskvadranten opstod først i starten af 1700-tallet, hvor den til sidst bestod af en lille 60 graders bue på toppen og en stor 30 graders bue for neden, med fælles centrum i horisont krydset. Her indstilles skyggekrydset på den lille bue så solens skygge falder på horisontkrydset og sigtekrydset justeres på den store bue så den rammer horisonten. Summen af de to vinkler er her resultatet